# سیلور سامیت (یوتا)
سیلور سامیت (به انگلیسی: Silver Summit) یک منطقهٔ مسکونی در ایالات متحده آمریکا است که در شهرستان سامیت، یوتا واقع شده‌است. سیلور سامیت ۴۲٫۶ کیلومتر مربع مساحت و ۱٬۸۲۱ نفر جمعیت دارد.